# 오르바르오드

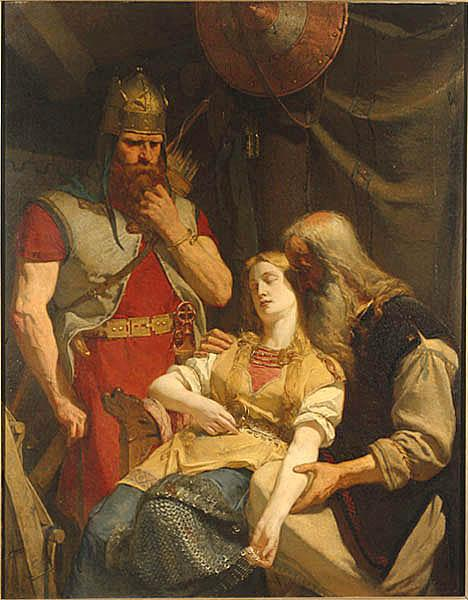
잉게보르그에게 햘마르의 죽음을 알리는 오르바르오드.

오르바르오드(고대 노르드어: Ǫrvar-Oddr→화살촉)는 13세기 하반기에 익명의 아이슬란드 사람이 써서 널리 유행한 포르날다르 사가 《오르바르오드의 사가》(고대 노르드어: Ǫrvar-Odds saga 오르바르오드스 사가)에 등장하는 전설적인 영웅이다. 이 사가 외에도 《헤르보르와 헤이드레크의 사가》, 《데인인의 사적》에 등장한다.
오드는 그림 로딘킨니의 아들이며 케틸 횡그의 손자이다. 오드가 어린아이였을 때 한 볼바가 예언하기를 그가 나이가 300세 되었을 때 자기가 태어난 곳에서 자기 말[馬] 팍시(Faxi)에게 죽을 것이라고 했다.
예언을 피하기 위해 오드는 말을 죽이고 땅속 깊이 묻은 뒤 영영 돌아오지 않을 작정으로 집을 떠났다. 집을 떠나는 그에게 아버지 그림이 구시스나우타르(Gusisnautar)라는 마법의 화살 몇 자루를 주었고 이 때문에 오드는 "화살"이라는 뜻의 "오르바르"를 이명으로 얻게 되었다. 이후 오르바르오드는 핀마르크, 뱌르말란드, 요툰헤임 등지를 여행하면서 많은 바이킹들과 싸워 이긴다. 그러다 스웨덴의 전사 햘마르와 싸웠을 때 마침내 맞수를 만나게 되었고, 두 전사는 친구를 넘어 의형제를 맺었다.
두 영웅은 여러 곳을 다니며 많은 전투에 함께 참여하는데, 삼쇠섬에서 아른그림의 아들들과 맞서 벌어진 유명한 싸움(티르핑 대계의 도입부)에서 햘마르가 앙간튀르에게 죽자 그 시체를 웁살라까지 가져가 햘마르의 약혼녀인 스웨덴 공주 잉게보르그에게 전해준다.
이후 오르바르오드는 남쪽으로 가서 지중해 해적들과 싸우다가 시칠리아에서 세례를 받는데, 배가 침몰하여 혼자 성지에 떠밀려오게 된다.
의형제 토르드(Thord)가 오그문드 투소크(Ogmund Tussock)에게 죽자 오르바르오드는 오그문드에게 복수하기 위한 여행을 떠난다. 이 여행길에 아들 비그니르(Vignir)를 동행하는데, 부자는 여행 도중 거대한 바다 괴물 두 마리와 조우하게 된다. 이것은 가장 초기의 크라켄 목격담 중 하나로 여겨진다.
오르바르오드는 노인으로 변장한 채 후날란드에 도착하는데, 그의 영웅적 행동들로 인해 곧 정체가 밝혀지게 된다. 후날란드 왕에게 조공을 바치던 뱔칼란드(Bjalkaland)의 왕을 무찌른 뒤 오르바르오드는 왕의 딸 실키시프(Silkisif) 공주를 아내로 취하고 다음 왕이 된다.
이 모든 일을 겪은 뒤 오르바르오드는 고향이 그리워져 돌아간다. 팍시의 무덤을 지나가게 되자 오르바르오드는 과거 볼바가 했던 예언을 비웃는다. 그러나 그가 말의 두개골에 발이 걸려 넘어지자 그 두개골 속에서 뱀이 기어나와 그를 물었고 오르바르오드는 사독에 중독되어 죽었다.
오르바르오드의 사가에는 오타르 프라 할로골란드의 뱌르말란드 항해, 티르핑 대계의 햘마르, 스타르카드, 케틸 횡그, 오디세우스와 폴리페무스, 노르웨이 왕 시구르드 요르살라파리, 키예프 루스 대공 올레크 베시 등 온갖 이야기가 뒤섞여 있다. 특히 올레크 베시 대공은 《원초 연대기》에서 묘사하는 에언과 죽음 이야기가 오르바르오드와 유사하다.

## 참고 자료
- The Danish historian Saxo Grammaticus on Orvar-Odd
- The Old Norse text of the Saga
- 이 문서에는 1904년에서 1926년 사이에 발행된 퍼블릭 도메인 스웨덴 백과사전 Nordisk familjebok의 Owl 판의 내용을 기초로 작성된 글이 포함되어 있습니다.